# Nextcloud
Nextcloud je svobodný software pro hostování souborů. Je naprogramovaný v PHP a JavaScriptu a licencovaný licencí Affero GPL. Sestává z klienta a serveru, přičemž server je odladěný pro běh na Linuxu, ale klientský software je k dispozici kromě Linuxu i pro Microsoft Windows, macOS, Android a iOS (Apple).
Jako projekt existuje Nextcloud od června 2016, kdy vznikl forkem projektu ownCloud, jehož dějiny začínají v roce 2010.